# Iczer-One
Iczer One (戦え!!イクサー1, Tatakae!! Ikusā Wan) est un manga japonais adapté en trois OAV réalisés en 1985 par Toshihiro Hirano.
Les OAVs sont actuellement diffusés par Black Box en streaming légal et gratuit sur Dailymotion.

## Résumé
Nagisa Kanô est une écolière japonaise comme les autres, réveils difficiles, rencontres avec ses amies sur le chemin de l'école... Un matin Nagisa croise le chemin d'une femme vêtue d'un étrange uniforme qui la regarde fixement ce qui énerve passablement Nagisa. Plus tard cette même journée, pendant un cours où elle regardait par la fenêtre à sa gauche, Nagisa se rend alors compte qu'une balle rebondit toute seule à l'extérieur et se dirige tout droit vers la fenêtre à travers laquelle Nagisa observe la scène, réduisant la vitre en miettes mais chose étrange, Nagisa n'est pas blessée ... Tournant la tête pour regarder en face d'elle, elle découvre avec horreur une énorme bouche aux dents aiguisées à quelques centimètres de son visage et personne aux alentours. Nagisa hurle alors et le monde retourne à la normale où toute sa classe l'observe : Pourquoi a-t-elle crié ?

### Doublage
| Personnages | Voix japonaises | Voix françaises     |
| ----------- | --------------- | ------------------- |
| Nagisa Kanô | Mayumi Shō      | Laetitia Godès      |
| Iczer One   | Yuriko Yamamoto | Françoise Escobar   |
| Iczer Two   | Keiko Toda      | Catherine Desplaces |
| Sepia       |                 | Isabelle Volpe      |
| Sir Violet  | Sumi Shimamoto  | Rémi Caillebot      |
| Big Gold    | Kaneto Shiozawa | Bruno Méyère        |
| Nami        |                 | Chantal Macé        |
| Narrateur   |                 | Yann Guillemot      |